# Nahir Besara
Nahir Besara, född 25 februari 1991 i Södertälje, är en svensk fotbollsspelare som spelar för Hammarby IF. Han har spelat nio landskamper och gjort ett mål för Sveriges U19-landslag.

## Klubbkarriär
Nahir Besara var Assyriska FF:s yngsta spelare, 17 år, när han började spela för laget. I januari 2013 värvade Hammarby IF honom från Assyriska. I juli 2015 värvades Besara av turkiska Göztepe, där han skrev på ett treårskontrakt.
Inför hösten 2016 bröt Besara sitt kontrakt med sin dåvarande klubb Göztepe och skrev på ett kontrakt med Örebro SK som sträckte sig över säsongen 2018. Säsongen 2017 var en lyckad säsong för Besara som slutade 3:a i skytteligan med 10 mål och även 3:a i den totala poängligan med 17 poäng.
I januari 2019 gick Besara till saudiska Al-Fayha. I augusti 2019 gick han till cypriotiska Pafos. I juni 2020 återvände Besara till Örebro SK, där han skrev på ett halvårskontrakt. I januari 2021 värvades Besara av Hatta. Den 13 juli 2021 blev Besara klar för en återkomst i Örebro SK, där han skrev på ett 3,5-årskontrakt. Efter säsongen 2021 lämnade Besara klubben.
I februari 2022 återvände Besara till Hammarby IF, där han skrev på ett tvåårskontrakt. 
Besaras första säsong tillbaka i Hammarby ledde till en tredjeplats där han även tog hem assistligan med 11 målgivande passningar. Besara stod även för 11 mål och blev efter säsongen utsedd till årets Bajenspelare 2022. Efter spekulationer meddelades i början av april 2023 att Besara förlänger sitt kontrakt med klubben. Det nya kontraktet sträcker sig fram till vintern 2025.

### Notiser
1. ↑  ”P19/91-landslagets spelare 2010”. svenskfotboll.se. Svenska Fotbollförbundet. http://svenskfotboll.se/landslag/tidigare-ungdomslandslag/p91/spelare-2010/. Läst 5 mars 2012.
2. ↑  Intervju för Svenska Fans, läst den 1 november 2009
3. ↑  ”Nahir Besara på plats”. hammarbyfotboll.se. 28 januari 2013. Arkiverad från originalet den 8 februari 2013. https://web.archive.org/web/20130208041617/http://www.hammarbyfotboll.se/Article.aspx?id=b39d323d-3faf-4310-8a3f-1772b7ddff51.
4. ↑  ”Officiellt: Nahir Besara klar för Göztepe”. fotbolltransfers.com. 15 juli 2015. http://www.fotbolltransfers.com/site/news/53567. Läst 17 juli 2015.
5. ↑  ”Officiellt: Örebro SK värvar Nahir Besara”. fotbollstransfers.com. 11 augusti 2016. Arkiverad från originalet den 17 november 2017. https://web.archive.org/web/20171117050701/http://fotbolltransfers.com/site/news/67528/. Läst 17 november 2017. (svenska)
6. ↑  ”Officiellt: Allsvenskan statistik”. svenskfotboll.se. 17 november 2017. Arkiverad från originalet den 17 november 2017. https://web.archive.org/web/20171117045953/http://svenskfotboll.se/allsvenskan/statistikligor/. Läst 17 november 2017. (svenska)
7. ↑  ”Nahir Besara lämnar Sverige - presenterad av klubb i Saudiarabien”. fotbollskanalen.se. 25 januari 2019. https://www.fotbollskanalen.se/allsvenskan/nahir-besara-lamnar-sverige---presenterad-av-klubb-i-saudiarabien/. Läst 17 september 2019.
8. ↑  ”Officiellt: Nahir Besara klar för Pafos FC”. fotbolltransfers.com. 19 augusti 2019. http://fotbolltransfers.com/site/news/112682. Läst 17 september 2019.
9. ↑  ”Officiellt: Nahir Besara tillbaka i Örebro SK”. fotbolltransfers.com. 3 juni 2020. https://fotbolltransfers.com/site/news/124048. Läst 21 mars 2021.
10. ↑  ”Officiellt: Nahir Besara presenterad av Hatta SC”. fotbolltransfers.com. 28 januari 2021. https://fotbolltransfers.com/site/news/134185. Läst 21 mars 2021.
11. ↑  ”Officiellt: Nahir Besara klar för Örebro SK”. fotbolltransfers.com. 13 juli 2021. https://fotbolltransfers.com/site/news/141170. Läst 25 augusti 2021.
12. ↑  ”Officiellt: Nahir Besara lämnar Örebro SK”. fotbolltransfers.com. 20 januari 2022. https://fotbolltransfers.com/site/news/148770. Läst 23 januari 2022.
13. ↑  ”Hammarby Fotboll | Nahir Besara tillbaka i Bajen”. Arkiverad från originalet den 7 februari 2022. https://web.archive.org/web/20220207141652/https://www.hammarbyfotboll.se/aktuellt/nyheter/nahir-besara-tillbaka-i-bajen/?v1. Läst 7 februari 2022.
14. ↑  ”Officiellt: Nahir Besara Årets Bajenspelare 2022!”. Hammarby Fotboll. 10 november 2022. https://www.gamlahammarbyfotboll.se/aktuellt/nyheter/nahir-besara-arets-bajenspelare-2022/. Läst 19 januari 2024.
15. ↑  ”Officiellt: Nahir Besara förlänger med Hammarby”. Hammarby Fotboll. 2 april 2023. https://www.gamlahammarbyfotboll.se/aktuellt/nyheter/nahir-besara-forlanger-med-hammarby/. Läst 19 januari 2024.